# Ōten Shimokawa
Hekoten Shimokawa ou Ōten Shimokawa (下川凹天) est un dessinateur japonais né le 2 mai 1892 et mort le 26 mai 1973 .
En 1917, il crée le premier film animé japonais professionnel, d'une durée de cinq minutes, qui n'a pas été retrouvé : Histoire du concierge Mukuzo Imokawa (芋川椋三玄関番の巻, Imokawa Mukuzō Genkanban no Maki). À cette époque, le dessin se fait à l'encre et directement sur la pellicule[réf. souhaitée].